# Vitesse de détonation

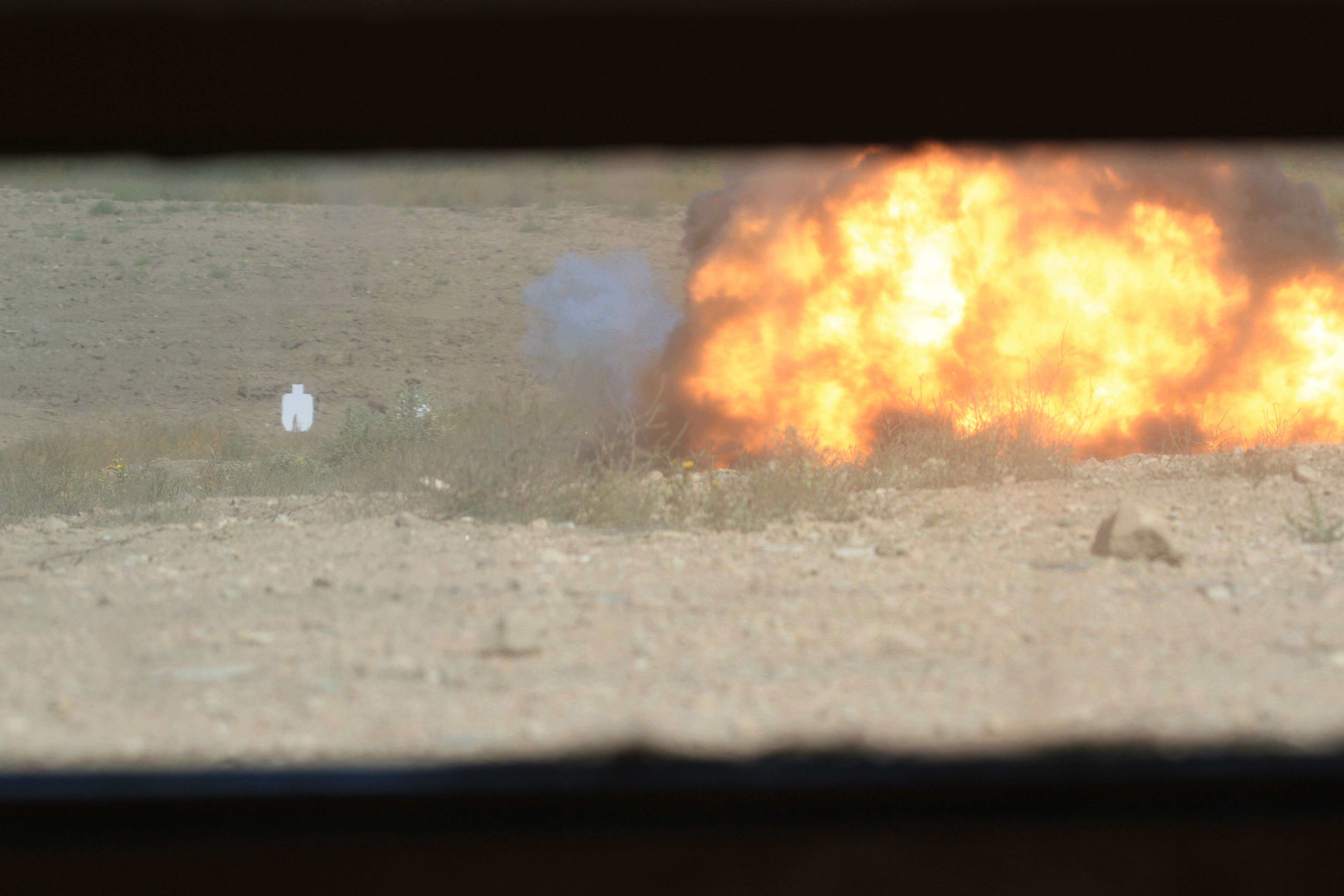
Image de détonation.

La vitesse de détonation est la vitesse à laquelle le front de l'onde de détonation se déplace lors d'une détonation. Les données pour une substance spécifique sont habituellement une prévision approximative basée sur la théorie de comportement des gaz (voir condition de Chapman-Jouguet), car dans la pratique, il est difficile de faire des mesures. Les vitesses de détonation sont toujours plus élevées que la vitesse du son locale dans le matériau.
Si l'explosif est confiné avant la détonation, comme dans un obus d'artillerie, la détonation induit des ondes de choc dans l'enveloppe de l'explosif, ce qui augmente considérablement la pression interne. Il en résulte une vitesse de détonation qui est plus élevée que si l'explosif explosait à l'air libre. Les vitesses en milieu ouvert sont environ 70 à 80 % de celles en milieu confiné.
La vitesse de détonation est augmentée lorsque la granulométrie de l'explosif diminue, lorsque le diamètre de la charge augmente, lorsqu'il est confiné, et enfin lorsque la densité de chargement augmente.
Les vitesses de détonation typiques dans les gaz se situent dans la plage 1 800-3 000 m/s. Les vitesses typiques dans les explosifs solides se situent souvent au-delà de 4 000 m/s, jusqu'à 10 300 m/s.